# 2282 Andrés Bello
2282 Andrés Bello (1974 FE) là một tiểu hành tinh vành đai chính, được phát hiện ngày 22 tháng 3 năm 1974 bởi Carlos Torres ở Cerro El Roble observatory. Nó được đặt theo tên Andrés Bello, who helped establish Santiago Observatorio Astronomico Nacional.